# آی‌سینک
آی‌سینک (انگلیسی: iSync) یک برنامه منسوخ شده‌است که توسط شرکت اپل ساخته شده بود. این برنامه داده‌های آی‌کال و ادرس بوک را با تلفن‌های همراه، که سینک ام‌اِل داشتند از طریق اتصال یواس‌بی یا با استفاده از بلوتوث همگام‌سازی می‌کرد. این برنامه اولین بار در ۲ ژانویه ۲۰۰۳ با فناوری دارای مجوز از fusionOne منتشر شد، این قابلیت از دستگاه‌های زیادی که قبل از اکتبر ۲۰۰۷ تولید شدند به شکل داخلی و پیش‌فرض پشتیبانی می‌کرد، در حالیکه دستگاه‌های جدیدتر از طریق افزونه جداگانه و جانبی آی‌سینک پشتیبانی می‌شوند.

## پیشینه
اولین نسخه آی‌سینک که به صورت بتا عرضه شده بود، در ۲۸ سپتامبر ۲۰۰۲ منتشر شد.
در ژانویه ۲۰۰۳، رجیستر گزارش داد که اشکالی در آی‌سینک مدل ۱٫۱ میتواند منجر به پاک شدن مخاطبانی که شماره تلفن انها در سیستم وجود نداشت از گوشی‌هایی که همگام سازی شده است شود. آی‌سینک از پورت ۳۰۰۴ استفاده می‌کرد که در صورت فعال بودن فایروال می‌توانست باعث مسدود شدن مک اواِس اکس نیز شود.
قبل از انتشار مک اواِس اکس ۱۰٫۴، آی‌سینک همچنین نشانک‌های سافاری کاربر را با سرویس اشتراک مک، ارائه شده توسط اپل همگام‌سازی می‌کرد.
با شروع مک اواِس اکس ۱۰٫۴، بیشتر قابلیت‌های همگام‌سازی اصلی آی‌سینک به چارچوب خدمات سینک منتقل شدند، که توسعه‌دهندگان می‌توانند از آن برای ترکیب همگام‌سازی در برنامه‌های خود استفاده کنند. با این حال، آی‌سینک مسئولیت راه اندازی، پیکربندی و همگام‌سازی گوشی های تلفن همراه پشتیبانی شده را بر عهده داشت. از زمان انتشار آی‌تیونز نسخه ۴٫۸، رابط کاربری برای همگام‌سازی کردن آی‌پادها به آی‌تیونز واگذار شد، اگرچه تضاد در وضوح و تغییرات بنیادین در اطلاعات تماس (که بیشتر از ۵٪ بود) پنل آی‌سینک را نشان می‌داد. همگام‌سازی با «موبایل‌می» (پیشتر «مک») که بعد تبدیل به دامنه «موبایل‌می سینک» شد از طریق پنجره تنظیمات سیستم قابل دسترسی است
آی‌سینک در (نسخه ۱۰٫۷ لایون) از مک اواِس اکس نیز حذف شد. اما از آنجایی که چارچوب بنیادین، هنوز در لایون و نسخه ۱۰٫۸ ماونتین لایون وجود داشت، امکان بازیابی عملکرد آی‌سینک با استفاده از نصب نسخه ۱۰٫۶ (اسنو لیپورد) یا نسخه پشتیبان وجود داشت.

## سازگاری دستگاه
در سال ۲۰۰۵، آی‌سینک از آی‌پاد، دستیار دیجیتال شخصی تلفن‌های همراه و سایر دستگاه‌ها شروع به پشتیبانی کرد. آی‌سینک از تلفن‌های موتورولا، نوکیا، پاناسونیک، سونی اریکسون، زیمنس و سندو نیز پشتیبانی می‌کرد.
قبل انتشار آی‌سینک، پالم نرم افزار همگام سازی شخصی خود را به نام «پالم دسکتاپ» برای مک منتشر کرده بود که پس از مدتی آن را کنار گذاشت. اپل نیز نرم افزار خود را به اسم «کانال پالم» ایجاد کرد تا آی‌سینک را با پروتکل «هات سینک پالم»  سازگار کند. ای سینک نسخه ۲٫۲ به طور مستقیم «پالم کاندوینت» را یکپارچه کرده بود. بعد از اینکه «پالم پری» در سال ۲۰۰۹، «هات سینک» را کنار گذاشت، اپل در اقدامی مشابه پشتیبانی پالم را آی‌سینک نسخه ۳٫۱ در مک اواِس اسنو لیپورد کنار گذاشت.
دستگاه‌های بلک‌بری، پالم و ویندوز موبایل (رایانه جیبی) رسماً توسط آی‌سینک  پشتیبانی نمی‌شدند، اما همچنان می‌توانستند با استفاده از افزونه‌های جداگانه و برون مرزی (شخص ثالث) با آی‌سینک همگام‌سازی شوند.